# Giacomo Aimoni
Giacomo Aimoni (* 23. Dezember 1939 in Ponte di Legno) ist ein ehemaliger italienischer Skispringer.
Ab 1960 startete Aimoni bei der Vierschanzentournee, konnte jedoch in den ersten Jahren keine vordere Platzierung erreichen. 1962 gewann er mit der Bronzemedaille im Skispringen seine erste nationale Medaille. Am 6. Januar 1963 sprang er in Bischofshofen mit Platz acht erstmals unter die besten zehn. Bei den italienischen Meisterschaften 1964 gewann er seinen ersten nationalen Titel. Bei den Olympischen Winterspielen 1964 in Innsbruck erreichte er von der Normalschanze punktgleich mit Otto Leodolter den 28. Platz. Von der Großschanze sprang er auf Platz 13.
In der Skisprungsaison 1964/65 gewann Aimoni die Spezialsprungläufe in Ljubljana, Unterwasser, Cortina d’Ampezzo und Le Bresse. Bei der Schweizer Springertournee belegte er in der Gesamtwertung den zweiten Platz. Auch bei der Vierschanzentournee stellte er mit dem sechsten Platz am 27. Dezember 1964 in Oberstdorf ein bestes Einzelresultat auf. Bei den Olympischen Winterspielen 1968 in Grenoble sprang er von der Normalschanze auf den 25. Platz und von der Großschanze auf den 16. Platz. Bei der Vierschanzentournee 1968/69 erreichte er mit dem 53. Platz sein bestes Resultat in der Tournee-Gesamtwertung. Seinen letzten Erfolg feierte Aimoni mit dem Gewinn der italienischen Meisterschaft.